# Szilárd Bogdánffy
Szilárd Ignác Bogdánffy, katoliški škof v škofiji Satu Mare in Oradea; mučenec in blaženi. * 21. februar 1911, Feketetó, Avstro-Ogrska; † 3. oktober 1953, zapor Aiud, Romunija.

## Življenje in delo

### Mladost in duhovništvo
Szilárd Ignác Bogdánffy se je rodil 21. februarja 1911 v takratni avstro-ogrski pokrajini Vojvodina v vasici Crna Bara v župniji Čoka, 27 km severozahodno od Kikinde blizu romunske meje. V župnijski cerkvi v Čoki je bil krščen 6. marca. Krstni boter mu je bil domači župnik Szilárd Farkas, po katerem je dobil tudi ime. Njegov oče Ignác je bil učitelj in cerkveni kantor. Mati Aranka r. Velebny je bila skrbna gospodinja. Szilárd se je rodil v stavbi sredi naselja, katere levi del so uporabljali za bogoslužje, desnega pa za šolski pouk. Po potrebi so oba dela združili. V sredini je bil lesen zvonik. Na desni strani stavbe je bilo tudi stanovanje za učitelja in njegovo družino, kjer se je rodil tudi on. Imel je še mlajšega brata Lászla (Vladislava) (1912) in sestro Aranko (Zlatko). Po prvi svetovni vojni, ko je bila Torontalska županija razdeljena po Trianonski mirovni pogodbi med tri države, se je družina preselila v Torontálkeresztes v področje pod romunsko oblastjo. Tam je hodil v šolo, kjer je bil učitelj njegov oče. Leta 1925 se je družina preselila v Temišvar, od koder je lahko Szilárd peš hodil v gimnazijo pri redovnikih piaristih. Nato je zaprosil za sprejem v rimskokatoliško semenišče v škofiji Veliki Varadin (Oradea). 29. junija 1934 ga je škof Stefan Fiedler posvetil v duhovnika. Novo mašo je imel v krogu domačih v Temišvaru, v cerkvi poleg pijaristovske gimnazije. Študije je nadaljeval na univerzi v Budimpešti ter doktoriral iz filozofije in dogmatike. Po vrnitvi v Romunijo leta 1944 je postal bogoslovni profesor v Oradei in 1947 stolni prošt.

### Tajno posvečeni škof
Apostolski nuncij v Romuniji, nadškof Gerald Patrick O'Hara, je 14. februarja 1949 Bogdánffyja v bukareški kapeli nunciature skrivaj posvetil za škofa v Velikem Varadinu (Oradea) in apostolskega administratorja v Satu Mare. Mesec in pol pozneje so Bogdánffyja zaprli. Vse do smrti je bil v ječi kot politični zapornik. Neprestano so ga zasliševali, pretepali in mučili. Ko je zbolel za pljučnico, mu zaporniški zdravnik ni hotel dati potrebnih zdravil, češ da jih je zanj škoda, saj je »ubijalec naroda«.

Doživel je podobno usodo, kot leto dni prej njegov škof Johann Scheffler, kateremu je bil zvest tajnik.

## Beatifikacija
30. oktobra 2010 je bil v Oradei razglašen za blaženega kot mučenec. Škofa in mučenca Szilárda Bogdánffyja je razglasil za blaženega prefekt kongregacije za zadeve svetnikov kardinal Angelo Amato. Prebral je papeževo apostolsko pismo o beatifikaciji v latinščini, ki se v prevodu glasi: 
Sprejemamo prošnjo brata velikovaradinskega škofa mons. Böcskei Ladislava in mnogih vernikov. Ko smo dobili pritrdilno mnenje kongregacije za zadeve svetnikov, z apostolsko oblastjo dovoljujemo, da Božjega služabnika, škofa in mučenca Szilárda Bogdánffyja, ki je nesebično in požrtvovalno opravljal dušnopastirsko službo in v kratkem časovnem obdobju s priznavanjem vere daroval življenje za Kristusa, odslej častimo kot blaženega. Njegov god naj se obhaja vsako leto 3. oktobra v skladu s pravnimi določbami. 
Madžarski primas, nadškof in kardinal Péter Erdő je vodil slovesno mašo v baročni velikovaradinski baziliki  Marije Vnebovzete. Somaševalo je skoraj petdeset škofov ter čez dvesto duhovnikov, med njimi vsaj tretjina grško-katoliškega vzhodnega obreda. Kardinal je med pridigo dejal o novem blažencu tudi: 
Kaj nas uči tukaj, v Srednje-Vzhodni Evropi, osebnost blaženega Szilárda Bogdánffyja? Uči nas, da ima vsako mučeništvo svojo predzgodovino. Priden učenec, semeniščnik in mladi duhovnik, ki je pripravljen na sleherno cerkveno naročilo: ne povišuje se, ne vdaja se mehkužnosti, ne upira se predstojnikom in številnim nalogam, ki jih mora istočasno opravljati: na ta način v redu milosti počasi dozoreva za mučeništvo.

Zakaj je moral trpeti? S kakšnim duhom je prenašal Szilárd trpljenje kot škof? Glede tega mu je eden od mučiteljev posmehljivo zabrusil: »Še zmeraj vztrajaš v zvestobi papežu?« – To je torej bil glavni razlog za njegovo trpljenje: zvestoba Kristusu in Cerkvi; vztrajanje v neomajni zvestobi Kristusovemu namestniku papežu, zaradi česar je sprejel tudi mučeniško smrt. Že na bukareški nunciaturi mu je dejal nadškof Patric O'Hara, ki ga je posvetil za škofa: »Brat Szilárd, tebe posvečujem za mučeniškega škofa.« Voditelj nunciature pa je bil predstavnik svetega očeta! Zvestoba tolikih škofov, duhovnikov in vernikov zahodnega in vzhodnega obreda je izhajala iz iskrene vere. V ječi se je srečeval z mladimi in starimi, z Romuni in Madžari. Polglasno so se sporazumevali, ker so imeli skupno vero in upanje. Naj podeli Bog vsej katoliški skupnosti, vsem narodom naših dežel upanje, ki gradi spravo in sporazumevanje, pravičnost in novo življenje.